# NGC 356
NGC 356 là một thiên hà xoắn ốc trong chòm sao Kình Ngư. Nó được phát hiện vào ngày 27 tháng 9 năm 1864 bởi Albert Marth. Nó được Dreyer mô tả là "rất mờ, nhỏ, tròn không đều".